# 石巻健育会病院
石巻健育会病院（いしのまきけんいくかいびょういん）は、宮城県石巻市にある慢性期医療の病院である。
長期医療が必要な者、リハビリテーションが必要な者、難病の者などに向けて幅広く医療・介護・リハビリテーションを提供している。

## 沿革
- 1991年　石巻港湾病院開設28床
- 1992年　増床（65床）
- 1993年　病院訪問看護始まる
- 1995年
  - 石巻市より在宅介護支援センター受託
  - 増床（135床）
- 1998年
  - ひまわり訪問看護ステーション開設
  - 関連施設「蛇田デイサービスセンター」開設
- 2000年　矢本訪問看護ステーション設立
- 2001年
  - 特別養護老人ホーム　アゼイリア・ケアハウス小斎開所
  - 財団法人　日本医療機能評価機構認定
- 2003年　回復期リハビリ病棟（41床）開設
- 2005年
  - ひまわりデイサービスセンター開設
  - あけぼのひまわり訪問看護ステーション開設
- 2006年　財団法人　日本医療機能評価機構認定
- 2012年
  - 介護老人保健施設しおん開設
  - 財団法人　日本医療機能評価機構認定
  - 大崎ひまわり訪問看護ステーション開設
- 2015年
  - 石巻市大街道西３丁目３番２７号に移転
  - 病院名を石巻健育会病院と改名

## 診療科目
- 内科
- 神経内科
- 循環器内科
- リハビリテーション科

## 医療機関の指定等
- 保険医療機関
- 労災保険指定医療機関
- 生活保護法指定医療機関

## 交通アクセス
- JR仙石線蛇田駅下車、徒歩約21分
- JR仙石線・石巻線石巻駅下車、徒歩約40分
- 石巻駅前より国道398号線経由